# Zygia bisingula
Zygia bisingula là một loài thực vật có hoa trong họ Đậu. Loài này được L. Rico miêu tả khoa học đầu tiên năm 1994.